# Carol Campbell
Carol Campbell (* 27. Mai 1966 in München, Deutschland) ist eine deutsche Schauspielerin und Moderatorin. Sie ist die Tochter eines Jazz-Musikers aus New York und einer deutschen Maskenbildnerin und Casting-Agentin. Sie studierte Schauspiel, Tanz, Gesang und Moderation in Berlin (wo sie ab ihrem fünften Lebensjahr wohnte und in Berlin-Charlottenburg zur Schule ging) und Los Angeles.

## Leben
Sie begann ihre Karriere am Tanztheater der Deutschen Oper Berlin im Jahre 1985 und zog 1987 nach Paris, wo sie bis 1989 als Solotänzerin im Lido auftrat und ab 1990 im Moulin Rouge, Meneuse de Revue. Im November 1999 zierte Carol Campbell die Titelseite des deutschen Playboy-Magazins.
Ihre Fernseharbeit begann als Moderatorin bei einer Reihe von deutschen Fernsehsendern, Fernsehen aus Berlin (Fenster aus Berlin), VOX (Avanti Magazin), Premiere (Airplay Live-Konzerte, Spezials), VIVA (Chartshow), RTL II (RSH-Gold Preisverleihung 1997) und ZDF (Big-Bubbles Musikmagazin). Sie war in vielen TV-Serien in Gastrollen zu sehen, etwa in Vater wider Willen (zusammen mit Christian Quadflieg und Suzanne von Borsody), Tatort oder in Der Pfundskerl (mit Ottfried Fischer). Sie spielte die Hauptrolle in TV-Filmen wie Julia – Kämpfe für deine Träume! oder Du oder keine.
Campbell arbeitet auch – unter anderem für Daimler Chrysler, Siemens, Adidas, Hugo Boss, IBM, debis, CeBIT, EWE – als Moderatorin bei großen Events und als Coach im Bereich Medientraining.
Sie ist Mitglied der Deutschen Filmakademie.
2007 wurde Campbell zum Creative Producer bei Film/TV am Institut für Schauspiel, Film- und Fernsehberufe (iSFF) in Berlin ausgebildet.
Carol Campbell arbeitet auch als Yogalehrerin in Berlin.

## Filmografie

### Fernsehrollen
- 1991: Fenster aus Berlin von Fernsehen aus Berlin
- 1993: Liebe ist Privatsache
- 1994: Lemgo
- 1994: Die Partner
- 1995: Vater wider Willen
- 1995: Tatort – Die Kampagne
- 1995: Brennende Herzen
- 1995: Der König
- 1996: Polizeiruf 110 – Lauf oder stirb
- 1996: Die Unzertrennlichen
- 1997: Betrogen – Eine Ehe am Ende
- 1997: Aus heiterem Himmel, Staffel 3 Folge 6 – Farbe bekennen
- 1997: Tatort – Tod im All
- 1998: Herzflimmern
- 1998: Tatort – Engelchen flieg
- 1998: Julia – Kämpfe für deine Träume!
- 1998: SOKO 5113 – Killing
- 1999: Denninger
- 1999: Prosit Neujahr
- 1999: Zielfahnder
- 1999: Alarm für Cobra 11 – Die Autobahnpolizei – Ein einsamer Sieg
- 2000–2005: Der Pfundskerl
- 2000: Der Runner
- 2000: Wolffs Revier – Der Yankee Bomber
- 2001: Denninger – Der Mann mit den zwei Gesichtern
- 2001: Du oder keine
- 2001: Drehkreuz Airport
- 2002: Die Hinterbänkler – Die Homestory
- 2002: Im Visier der Zielfahnder – Die Falle
- 2002–2004: Edel & Starck
- 2003: Tatort – Die Liebe und ihr Preis
- 2004: Schlosshotel Orth – Konsequenzen
- 2004: Sabine! – Drei Engel für Johnny
- 2005: Miss Texas
- 2005: Sabine! – Gefährliche Liebschaften
- 2006: SK Kölsch – Dunkle Geschäfte
- 2007: Nachtschicht – Ich habe Angst
- 2007: Fünf Sterne – Wer mit wem?
- 2008: Nachtschicht – Blutige Stadt
- 2024: SOKO Wismar: Knuts letztes Werk

### Filmrollen
- 1997: Die drei Mädels von der Tankstelle
- 1998: Fandango
- 2000: Jedermanns Fest
- 2001: City of Fear
- 2006: Karls Weihnachten (Kurzfilm)